# Andrzej Koszewski
Andrzej Koszewski (* 26. Juli 1922 in Posen; † 17. Februar 2015) war ein polnischer Komponist, Musikwissenschaftler und Musikpädagoge. Er gilt als Polens bedeutendster Chorkomponist des 20. Jahrhunderts. Seine bekanntesten Chorkompositionen sind: Muzyka fa-re-mi-do-si (1960), sein Nicolao Copernico dedicatum (1966), seine Motette Zdrowaś, królewno wyborna (1963) und sein 1981 für Johannes Paul II. komponiertes Angelus Domini.

## Biografie
Koszewski sang seit seiner Gymnasialzeit im Kathedralchor von Posen. Nach dem Zweiten Weltkrieg studierte er von 1945 bis 1950 Musikwissenschaft und Musiktheorie bei Adolf Chybiński an der Universität Posen sowie von 1948 bis 1953 Komposition bei Stefan Bolesław Poradowski an der Staatlichen Musikhochschule der Stadt. Es schloss sich ein Postgraduiertenstudium an der Staatlichen Musikhochschule Warschau bei Tadeusz Szeligowski an.
Von 1948 bis 1961 unterrichtete Koszewski an der Sekundarschule für Musik und von 1950 bis 1963 am Musiklyzeum von Posen. Seit 1957 unterrichtete er an der Musikhochschule der Stadt, wo er 1965 Assistenzprofessor und 1985 ordentlicher Professor wurde. Als Musikwissenschaftler arbeitete er auf dem Gebiet der polnischen Musik des 19. Jahrhunderts (insbesondere zu Chopin) sowie der zeitgenössischen und der Improvisationsmusik. Er wurde mehrfach vom polnischen Kultusministerium ausgezeichnet und erhielt 1982 einen Preis des Premierministers für seine Arbeit mit Kindern und Jugendlichen.

## Werke (Auswahl)

### Instrumentalmusik
- 1947 Concerto grosso (Suita w dawnym stylu) für Streichorchester
- 1947 Capriccio für Klavier
- 1950 Trio na skrzypce, wiolonczele i fortepian
- 1951 Taniec wielkopolski (Szocz) für kleines Orchester
- 1953 Scena taneczna für Klavier
- 1953 Allegro symfoniczne für großes Orchester
- 1954 Sonata breve für Klavier
- 1956 Sinfonietta für Orchester
- 1953 Wokaliza na temat choralu J. S. Bacha für hohe Stimme und Klavier
- 1962 Intermezzo für Klavier
- 1963 Pięć dawnych tanców für Klavier
- 1963 Uwertura kujawska für Sinfonieorchester
- 1969 Makowe ziarenka, 14 Miniaturen für Sprecher und Klavier
- 1969 Brewiarz miłości für Bariton und Instrumentalensemble
- 1970 Przystroje, 7 polnische Volksmelodien für Klavier
- 1973 Da fischiare, drei Etüden für Bläserensemble
- 1978 Sonatina I für Klavier
- 1978 Sonatina II für Klavier
- 1978 Sonatina III für Klavier
- 1996 Reflex für Streichquintett
- 2002 Razem ze słonkiem für Stimme, Klavier und Perkussion

### Chorwerke
- 1951 Kantata sielska, für gemischten Chor und Sinfonieorchester
- 1952 Mazowianka, für gemischten Chor
- 1952 Kołysanka, für drei Frauenstimmen / Frauenchor / gemischten Chor / Hohe Stimme und gemischten Chor / Hohe Stimme und Klavier / drei Frauenstimmen und Klavier
- 1952 Suita kaszubska, für gemischten Chor
- 1960 Muzyka fa-re-mi-do-si, für gemischten Chor (Frédéric Chopin zum 150. Geburtstag gewidmet)
- 1963 La espero, für zwei gemischte Chöre
- 1963 Zdrowaś, królewno wyborna, für gemischten Männer- oder Frauenchor
- 1963 Tryptyk wielkopolski, für gemischten Chor (a cappella) oder gemischten Chor und Sinfonieorchester
- 1966 Nicolao copernico dedicatum, Kantate für drei gemischte Chöre
- 1968 Spotkanie w Szczecinie, für gemischten Chor
- 1968 Gry, kleine Suite für gemischten Chor oder Frauenchor
- 1969 Kantylena, für Frauen- oder Knabenchor
- 1969 Wczoraj była niedziołeczka, für Frauen- oder Knabenchor
- 1969 Mała suita nadwarciańska, für gemischten Chor
- 1971–72 Ba-No-Sche-Ro per coro misto
- 1974 Canzone e danza, für Frauen- oder Knabenchor oder Männerchor oder gemischten Chor
- 1975 Prologus, für gemischten Chor
- 1979 Ad musicam, für Vokalorchester
- 1979–2003 Kanony wokalne, für 2–3 Solostimmen
- 1980 Campana, für gemischten Chor
- 1981 Angelus Domini, für gemischten Chor
- 1982 Sententia, für zwei gemischte Chöre
- 1982 In memoriam, für zwei gemischte Chöre
- 1982 Pax hominibus, für zwei gemischte Chöre
- 1983 Zaklęcia, für Kinder- oder Frauenchor
- 1983 Trzy miniatury dziecięce, für gemischten Chor
- 1983 Suita lubuska, für Männer- oder Knabenchor
- 1983 Polni muzykanci, für Frauenchor
- 1983 Deszcz, für Frauenchor
- 1984 Cantemus omnes, für gemischten Chor
- 1984 Campana, für Männerchor
- 1984 Intrada, für Frauenchor
- 1985 Canta-move, für Männerchor
- 1985 Flusso-Riflusso, für Männerchor
- 1986 Ostinato, für gemischten Chor
- 1986 Strofy trubadura na chór mieszany
- 1986 Enigma 575, für Frauenchor
- 1987 Chaconne I, für gemischten Chor
- 1987 Chaconne II, für gemischten Chor
- 1987 Chaconne III, für gemischten Chor
- 1987–88 Krople tęczy, für Kinder- oder Frauenchor
- 1988 Płot w zimie, für Kinder- oder Frauenchor
- 1988–89 Trzy tańce polskie, für Frauen- oder gemischten Chor
- 1989 Serioso-Giocoso, für gemischten Chor
- 1989–91 Canti sacri, für gemischten Chor
- 1992 Trittico di messa, für gemischten Chor
- 1992–94 Carmina sacrata, für gemischten Chor
- 1994 Wi-La-Wi, Triptychon für Kinder- oder Frauenchor
- 1995–96 Et lux perpetua..., für gemischten Chor
- 1996 Non sum dignus, für gemischten Chor
- 1996 Antiquo more, für gemischten Chor
- 1997 Płochliwy zając, für Kinderchor
- 1997 Wszystko z baśni, für Kinderchor
- 1998 Missa ‚Gaude Mater‘, für gemischten Chor
- 1999 Pater noster, für gemischten Chor
- 2002 Crux – lux, für gemischten Chor
- 2002–03 Unitis viribus, Diptychon für gemischten Chor
- 2003 Ad multos annos, für gemischten Chor
- 2003 Spes nostra, für gemischten Chor
- 2004 La valse, für gemischten Chor
- 2004 Magnificat anima mea Dominum, für gemischten Chor
- 2004 Alfabet Guidona, für gemischten Chor
- 2004 Magnificat, für gemischten Chor